# Huell Howser

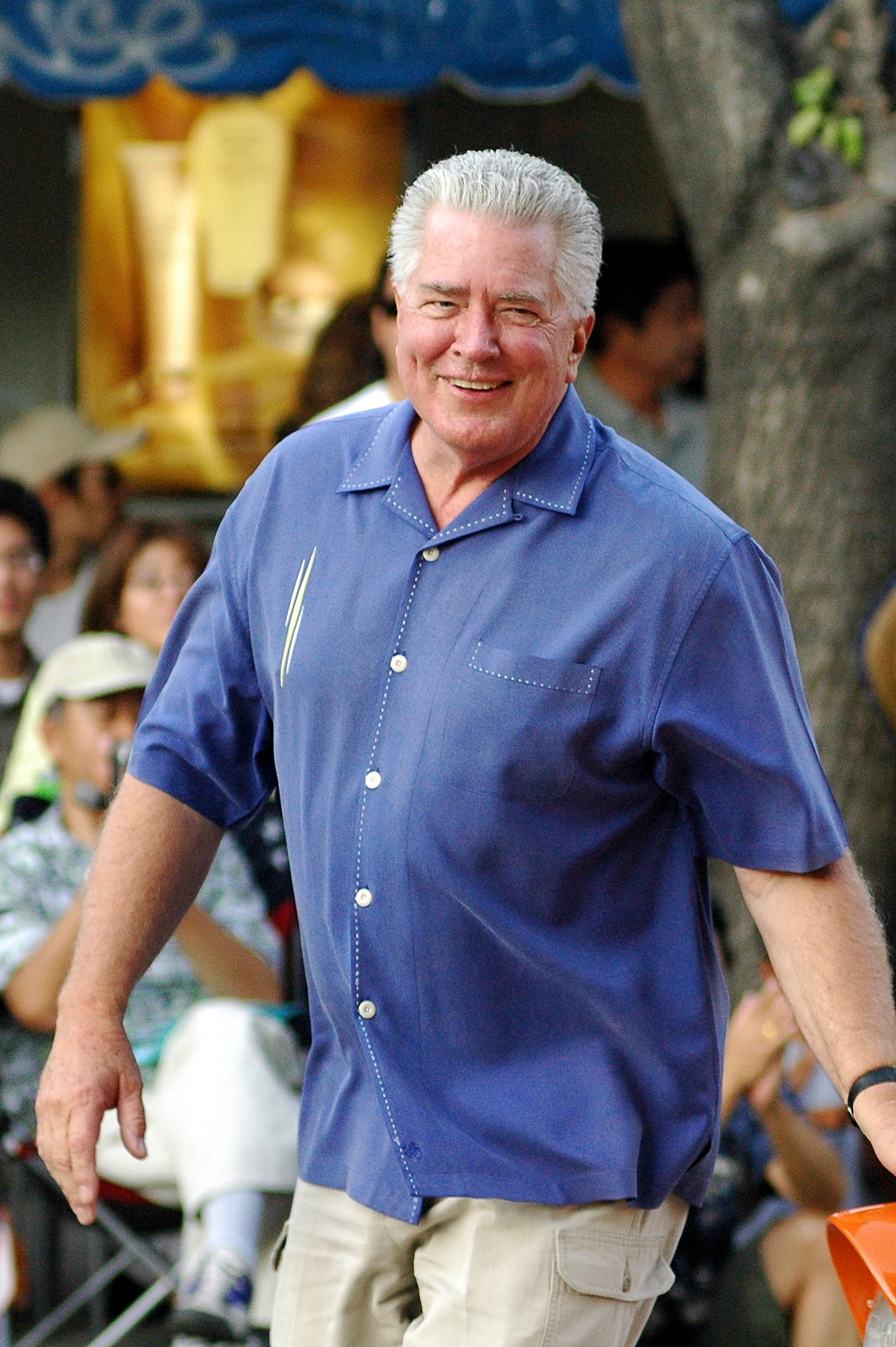
Huell Howser (2007)

Huell Burnley Howser (* 18. Oktober 1945 in Gallatin, Tennessee; † 7. Januar 2013 in Palm Springs) war ein US-amerikanischer Moderator und Produzent.

## Leben und Wirken
Howser, dessen Vorname ein Portmanteauwort aus den Vornamen seiner Eltern Harold Chamberlain und Jewell Havens Howser geb. Burnley ist, diente zunächst beim US Marine Corps. Anfang der 1970er begann er die Boulevardmagazine Happy Features und The Happy World of Huell Howser für  WSMV-TV in Nashville zu produzieren. Dabei agierte er auch selber als Moderator vor der Kamera. Anfang 1981 ging Howser nach Kalifornien, wo er zunächst als Reporter für verschiedene Fernsehsender tätig war.
Seinen Durchbruch hatte er ab 1994 mit seiner Show California’s Gold: In den 18 Staffeln mit insgesamt 443 Episoden bereist er den Staat Kalifornien und stellt außergewöhnliche Menschen, Landschaften oder Sehenswürdigkeiten dem Publikum vor. Beispielsweise wird die Reportage über die Motorradsammlung des Schauspielers Perry King mit weiteren Berichten über Land und Leute verknüpft. 2009 vermachte er die Rechte an den Folgen der Serie der privaten Chapman University, um sie digital zugänglich zu machen und der Forschung zur Verfügung zu stellen. Howser erlag einem Krebsleiden in seiner Wahlheimat Kalifornien, mit der er sich sehr verbunden fühlte. Seine Reportagen waren auf Grund seines persönlichen Stils so populär, dass Matt Groening ihn in der 16. Staffel in zwei Folgen von Die Simpsons auftreten ließ.

## Fernsehsendungen (Auswahl)
- 1991–2012: California’s Gold (443 Folgen)
- 1993–2011: Visiting … with Huell Howser (56 Folgen)
- 2003–2004: California’s Golden Coast (neun Folgen)